# چارلز اتین گودین
چارلز اتین گودین (فرانسوی: Charles-Étienne Gudin de La Sablonnière‎؛ ۱۳ فوریهٔ ۱۷۶۸ – ۲۲ اوت ۱۸۱۲) فرد نظامی اهل فرانسه، یکی از ژنرال‌های مورد علاقه ناپلئون بود. وی همچنین برندهٔ جوایزی همچون لژیون دونور (صلیب بزرگ) شده‌است. گودین ۴۴ ساله در زمان حمله فرانسه به روسیه در سال ۱۸۱۲، در نزدیکی شهر اسمولنسک مورد اصابت گلوله قرار گرفت و مجبور شدند یک پای او را قطع کنند. ژنرال گودوین سه روز بعد به خاطر ابتلای به قانقاریا درگذشت و قلب او را به فرانسه بردند تا دفن کنند. بقایای گودین دو سال پس از کشف در غرب روسیه، به فرانسه برگردانده شده‌است. اسکلت یکپای چارلز اتین گودین در پارکی زیر پایه‌های صحنه رقص پیدا و هویت وی با آزمایش دی ان آی تأیید شد. روز سه شنبه، ۱۳ ژوئیه ۲۰۲۱ تابوت گودین در مراسمی رسمی با حضور گارد احترام با اونیفرم دوران ناپلئو به وزیر امور نظامیان سابق فرانسه تحویل شد.